# Pont du Saltstraumen
Le pont du Saltstraumen en nynorsk Saltstraumbrua, en bokmål Saltstraumen bru, est un pont de Norvège reliant les îles de Straumøya et de Knaplundsøya par-dessus le Saltstraumen et emprunté par la route nationale 17. Il est situé dans le comté de Nordland, au sud de Bodø. L'une de ses piles prend appui sur la petite île de Storholmen située dans le détroit.

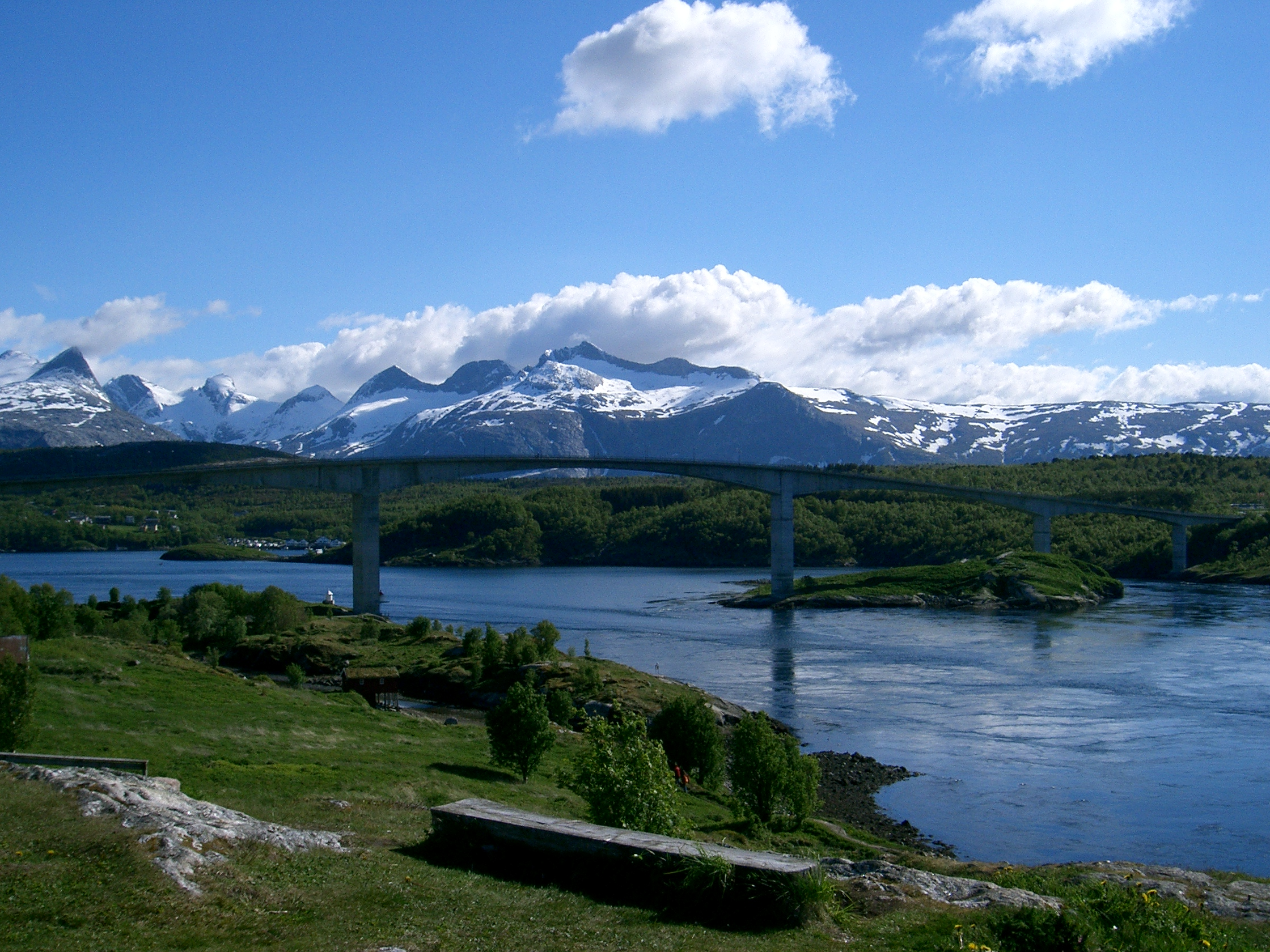
Vue du pont du Saltstraumen enjambant le Saltstraumen avec les montagnes de Børvasstindene en arrière-plan.